# 미래공화국
미래공화국(Repubblica Futura)은 산마리노의 중도주의 정당이다. 2016년 선거에서 6석을 늘리며 원내 2당이 되었다. 현재 산마리노 통합좌파당, 시민 10과 함께 Adesso.sm이라는 선거연합을 결성하였다. 현재 여당이다.